# کن فلتون
کن فلتون (انگلیسی: Ken Felton; ۱۸ فوریهٔ ۱۹۴۹ – ۹ ژوئیهٔ ۲۰۲۰) بازیکن فوتبال اهل بریتانیا بود.
از باشگاه‌هایی که در آن بازی کرده‌است می‌توان به باشگاه فوتبال ساوت شیلدز و باشگاه فوتبال دارلینگتون اشاره کرد.